# Знаме на победата над Райхстага
Знамето на победата над Райхстага е щурмовият флаг на 150-а стрелкова дивизия на Червената армия, издигнат на купола на Райхстага на 1 май 1945 г.
Той е официален символ в Съветския съюз (и днес в Руската федерация) за победата над Германия във Втората световна война.

## Знаме на победата над Райхстага

### Решение за издигане
По време на войната в частите на Червената армия възниква традиция на издигането на щурмови флаг в превзетите градове. В хода на Берлинската операция на 1-ви Беларуски фронт е заповядано да подготви щурмови флагове за деветте дивизии на 3-та Ударна армия. Армията участва в щурма на централната част на Берлин и трябва да ги издигне над Райхстага. Флаговете са изготвени при полеви условия от обикновен червен плат, правоъгълник с размер 82/188 см. Образец е държавния флаг на СССР, като на останалата част от червения плат с бели букви е написано:
«150 стр. ордена Кутузова II ст. идрицк. див. 79 С. К. 3 У. А. 1 Б. Ф.»
(150-а стрелкова Идрицко-Берлинска дивизия, наградена с орден „Кутузов“ - II степен, 79-и Стрелкови Корпус, 3-та Ударна Армия, 1-ви Беларуски Фронт).

### Издигане
На 29 април 1945 г. се водят ожесточени боеве в района на Райхстага. Щурмът на сградата се води от 171-ва и 150-а Стрелкова дивизия. На 30 април отделни щурмови групи проникват в сградата. Третия щурм се увенчава с успех и на различни части от сградата са издигнати три победни знамена, както и няколко неофициални.

Първото знаме е издигнато в 22, 30 часа на 30 април от щурмовата група на капитан Владимир Маков, старши сержант Гази Загитов и Александър Лисименко, сержант Михаил Минин и Алексей Бобров. Второто е на групата на майор Михаил Бондар, а третото на групата на лейтенат Сергей Сорокин. По обяд на 1 май знамето от групата на капитан Маков е фотографирано от борда на самолет Пе-2. Снимката е на военния кореспондент Виктор Тьомин и обикаля световната преса. Същия ден е издигнато и официалното знаме на победата от групата на лейтенант Алексей Берест, сержант Михаил Егоров и младши сержант Мелитон Кантария. Събитието е снимано от кинохрониката и военния кореспондент Евгений Халдей.
Официалното знаме неизменно води ежегодния парад на победата на 9 май провеждан на Червения площад в Москва. Съхранява се като реликва в Централния музей на Въоръжените сили на Руската федерация.